# Cryptocarya longifolia
Cryptocarya longifolia är en lagerväxtart som beskrevs av André Joseph Guillaume Henri Kostermans. Cryptocarya longifolia ingår i släktet Cryptocarya och familjen lagerväxter. Inga underarter finns listade i Catalogue of Life.